# Мимигранты
Санкт-Петербургское государственное бюджетное учреждение "Клоун-мим-театр «Мимигра́нты» (Клоун-мим-театр «МимИГРАнты») — театр под руководством Александра Николаевича Плющ-Нежинского, один из первых стационарных театров клоунады и пантомимы в Санкт-Петербурге.

## История театра
Театр «МимИГРАнты» был создан в 1989 году на основе самодеятельной театральной студии пантомимы и клоунады. Театровед Любовь Овэс в журнале "Петербургские театральные сезоны" написала: "История театра началась в период расцвета ленинградской школы пантомимы и организованных Вячеславом Полуниным фестивалей: «Парад-82», «Караван мира», «Бабы-дуры».
В 2001 году театр-студия получила статус государственного учреждения. В репертуар театра вошли постановки для взрослой аудитории и детские спектакли, в том числе несколько кукольных, — комедии, спектакли абсурда, музыкальные импровизации и феерии.
Основные жанровые направления театра:
- белая клоунада, клоунада, клоун-концерты, клоун-шоу для детей и взрослых, пантомима, воплощенные в театральные действа-спектакли;
- детские анимационные спектакли;
- классическая и современная драматургия;
- кабаре;
- уличные представления-хэппенинги.

В арсенал театра входят не только спектакли на стационарной площадке театра, но и уличные представления-хэппенинги, привлекающие большое количество зрителей. Труппа театра является инициатором ежегодно проводимого в Санкт-Петербурге «Смешного фестиваля» и нескольких уличных шоу — «День Яйца», «День рождения Деда Мороза» и других.
В 2009 году коллектив театра обратился в топонимическую комиссию Санкт-Петербурга с просьбой переименовать часть улицы Циолковского (бывшая улица Таракановская) в проезд Юрия Никулина.
В 2019 году, в рамках «Смешного фестиваля», «МимИГРАнты» и народный артист РФ Иван Иванович Краско путешествовали по городу и дарили пассажирам апельсины. Один из маршрутов трамвая пролегал мимо Дома Красной Армии, в котором они готовили и демонстрировали свои номера.

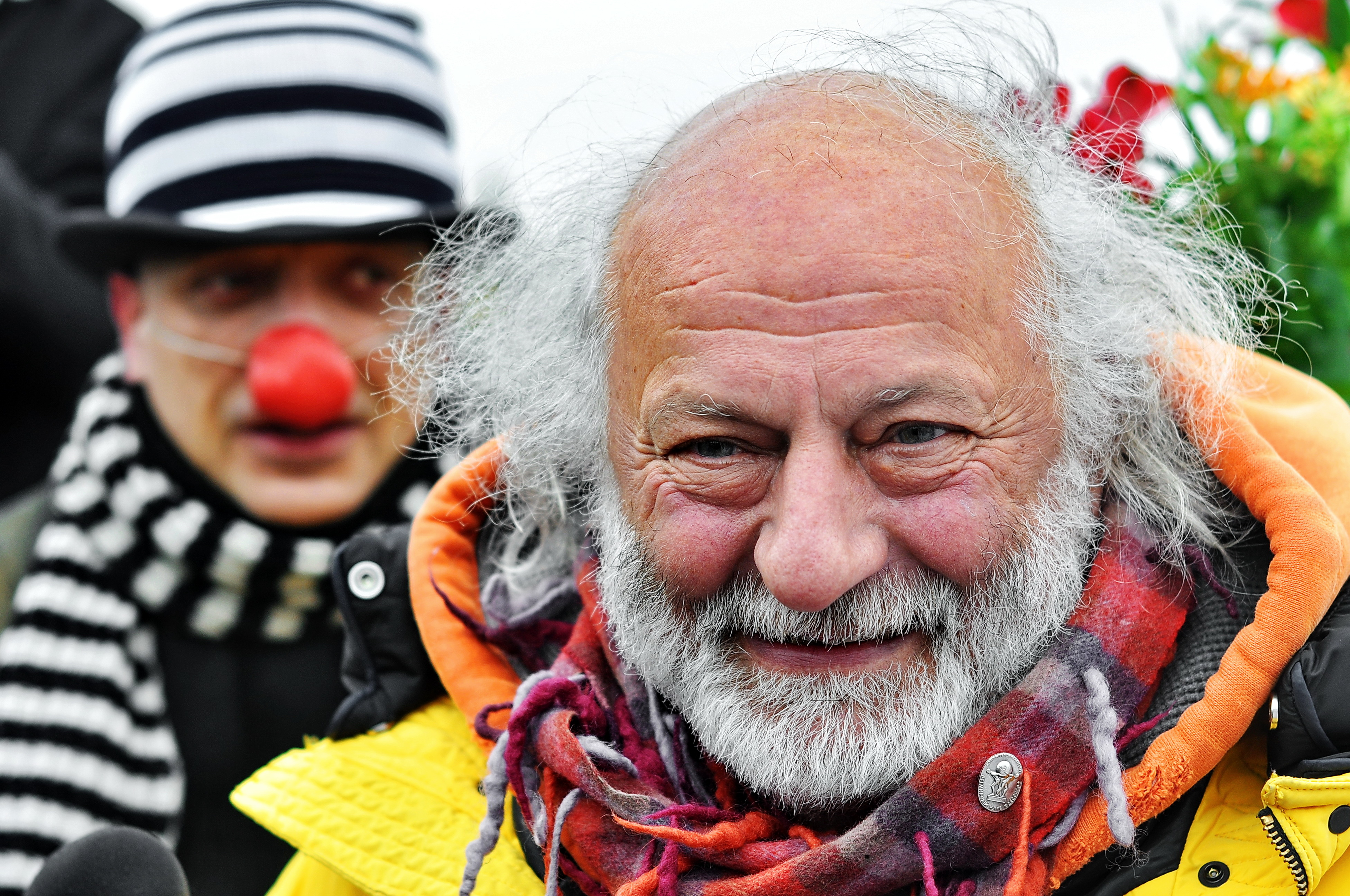
Мимигранты Смешной фестиваль

В разное время почетными королями «Смешного фестиваля» были: космонавт Георгий Михайлович Гречко, политик Валентина Ивановна Матвиенко, артисты Михаил Сергеевич Боярский, Андрей Львович Ургант, Сергей Григорьевич Мигицко и Дмитрий Владимирович Нагиев, художник и скульптор Михаил Михайлович Шемякин, клоун Вячеслав Иванович Полунин, режиссер-комедиограф Юрий Борисович Мамин и др.
Александр Плющ-Нежинский — член Попечительского Совета Движения «Лада. Красота, спасающая мир».
Театр удостоен 1-й премии фестиваля в Риге, Гран-при на фестивале клоунов в Москве с вручением приза “Золотой клоун”, наград фестиваля “Театры Санкт-Петербурга – детям” (“Чепуха в чемодане, или Шоу клоунов”, за постановку лучшего спектакля для детей, 1998; “Великий лягушонок” Л.Устинова, диплом, 2003), приза фестиваля “Рождественский парад” в Санкт-Петербурге (“Балаганчик” А.Блока, за лучшую женскую роль – А.Федоркова, 2002). Коллектив Театра гастролировал в Мурманске, Ташкенте, Кривом Роге, Владивостоке, Находке, Самарканде, Таллине, Риге, Киеве, Германии, Франции, Таиланде.
Коллектив Театра "МимИГРАнты" вел передачу на Юмор FM с 2019 - 2023 год. 

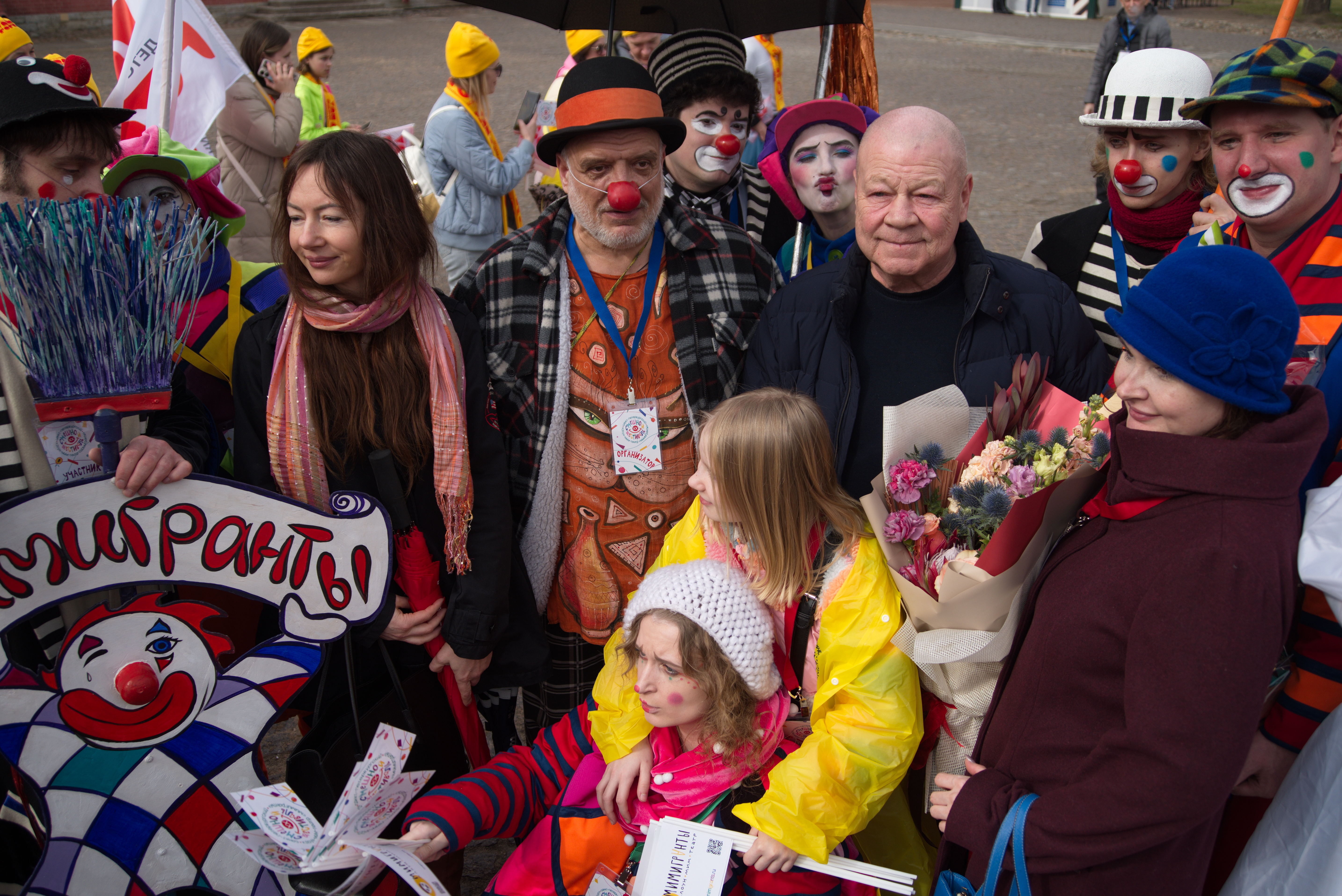
Мимигранты Смешной фестиваль

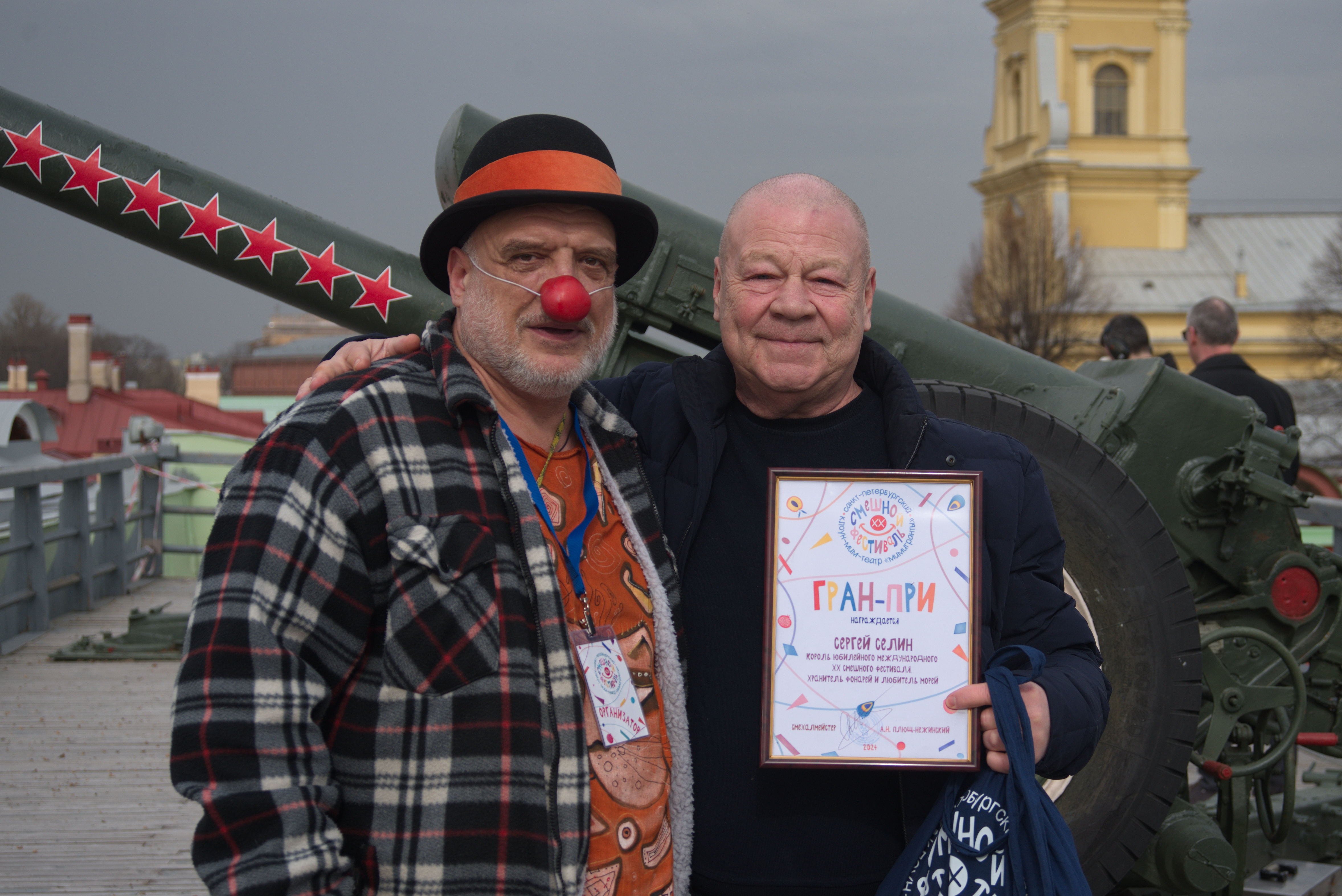
Мимигранты Смешной фестиваль

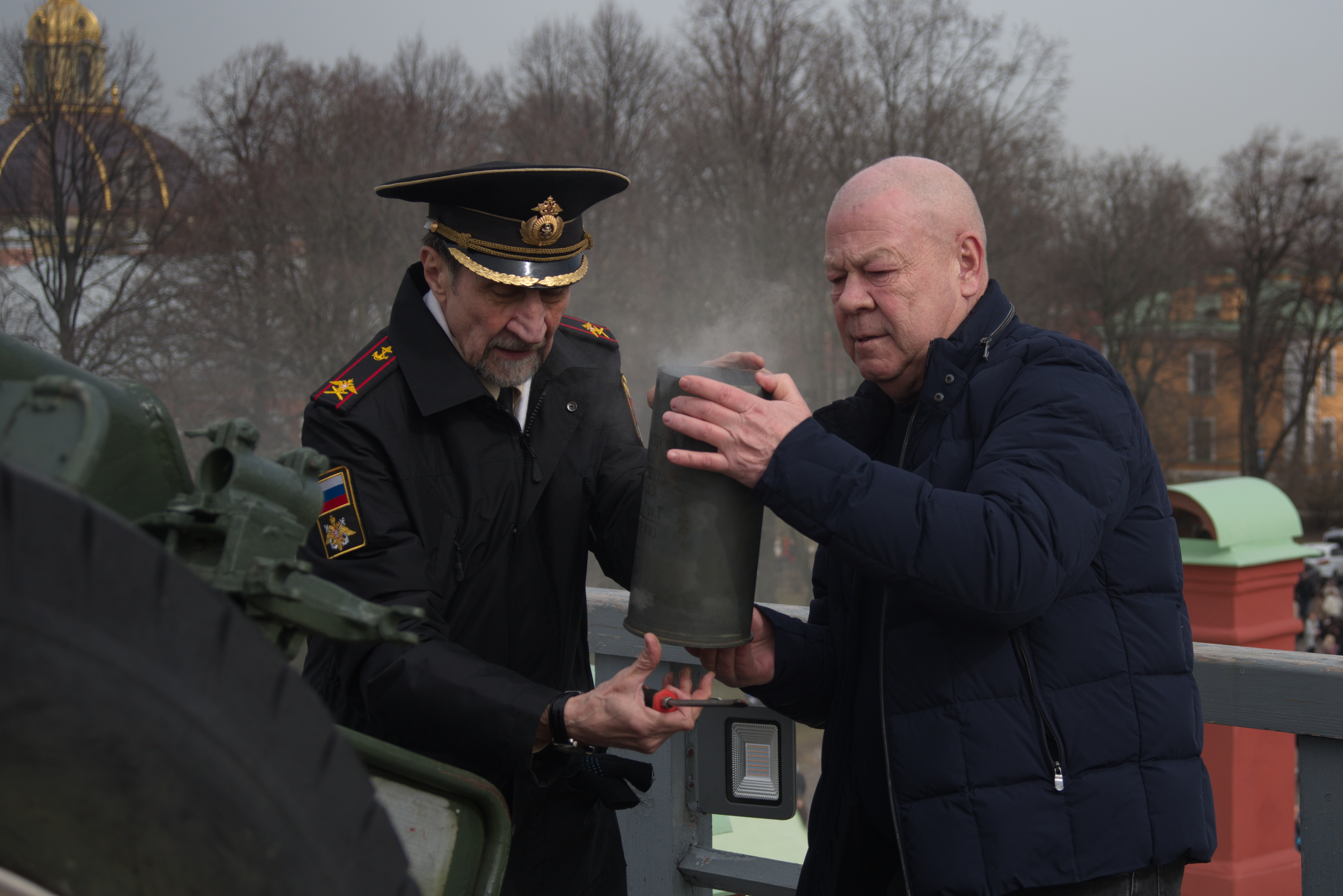
Мимигранты Смешной фестиваль

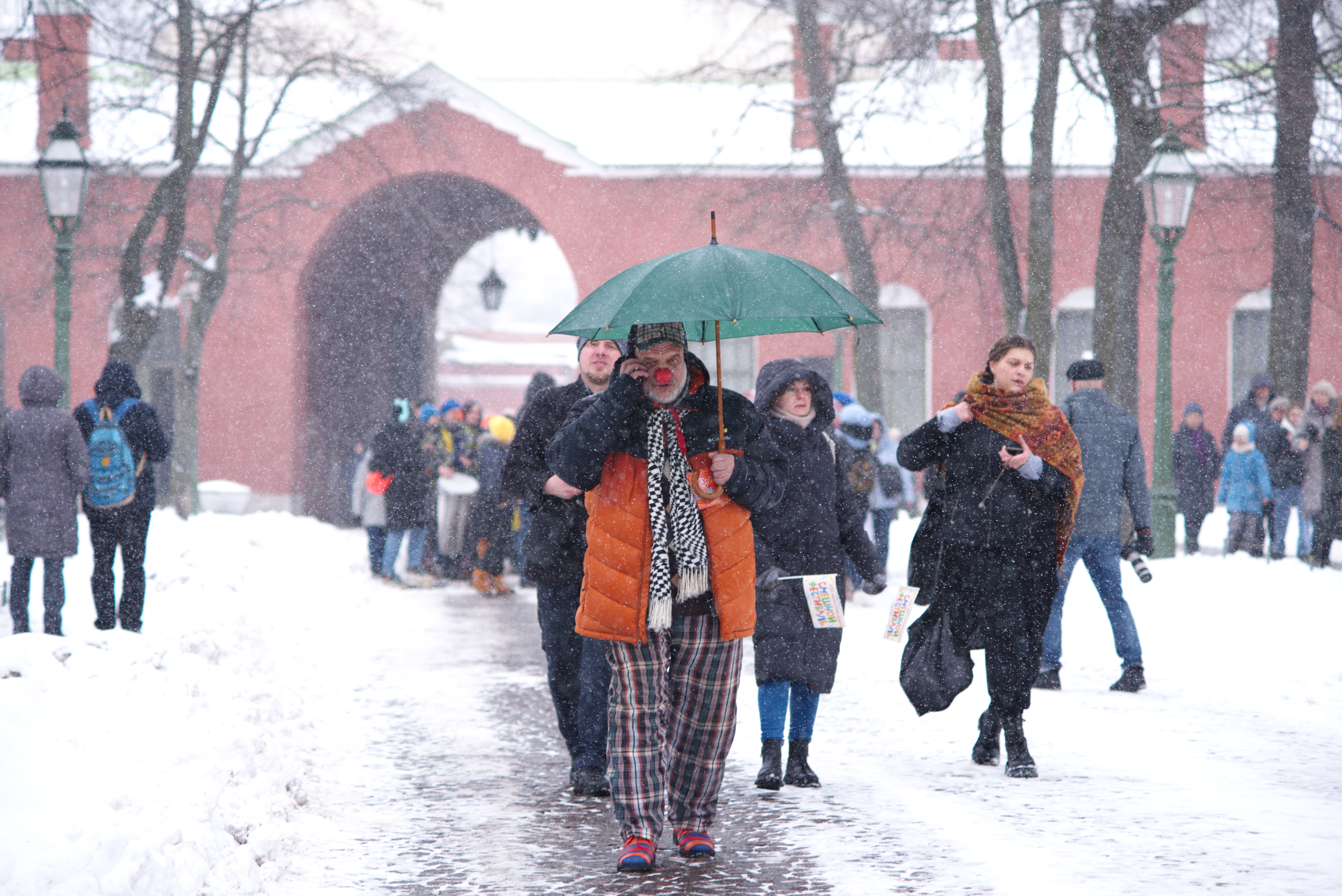
Мимигранты Смешной фестиваль

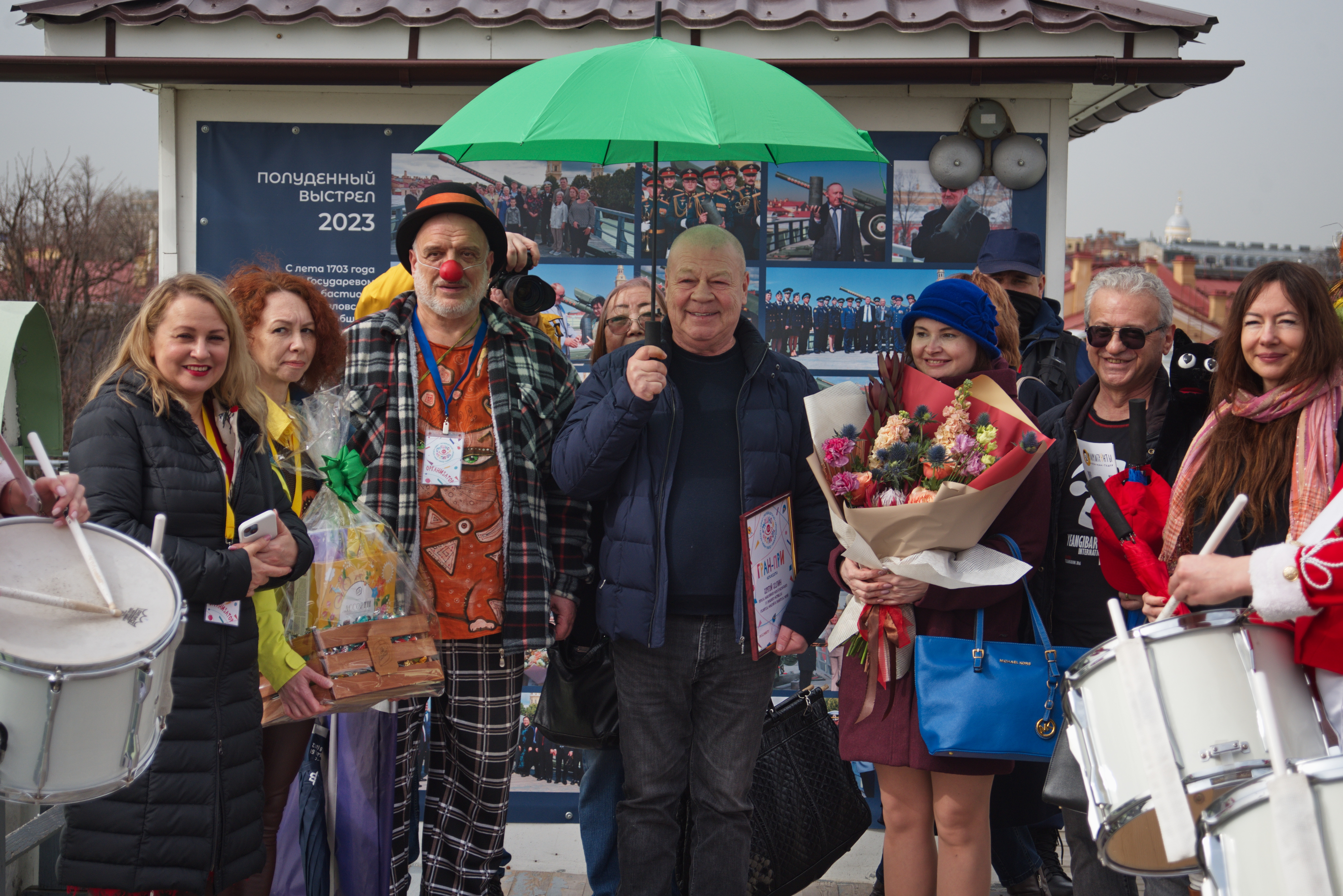
Мимигранты Смешной фестиваль

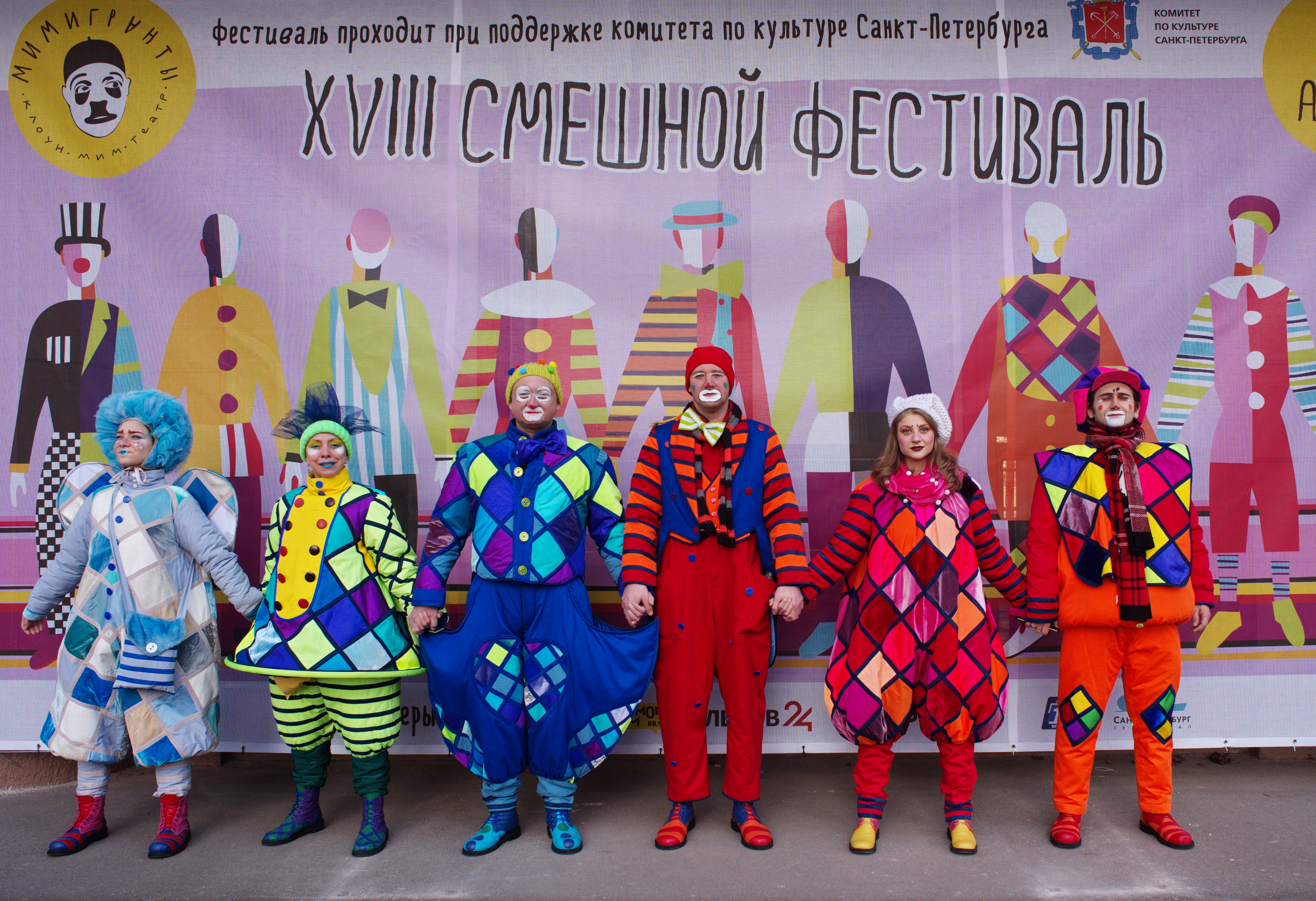
Мимигранты Смешной фестиваль

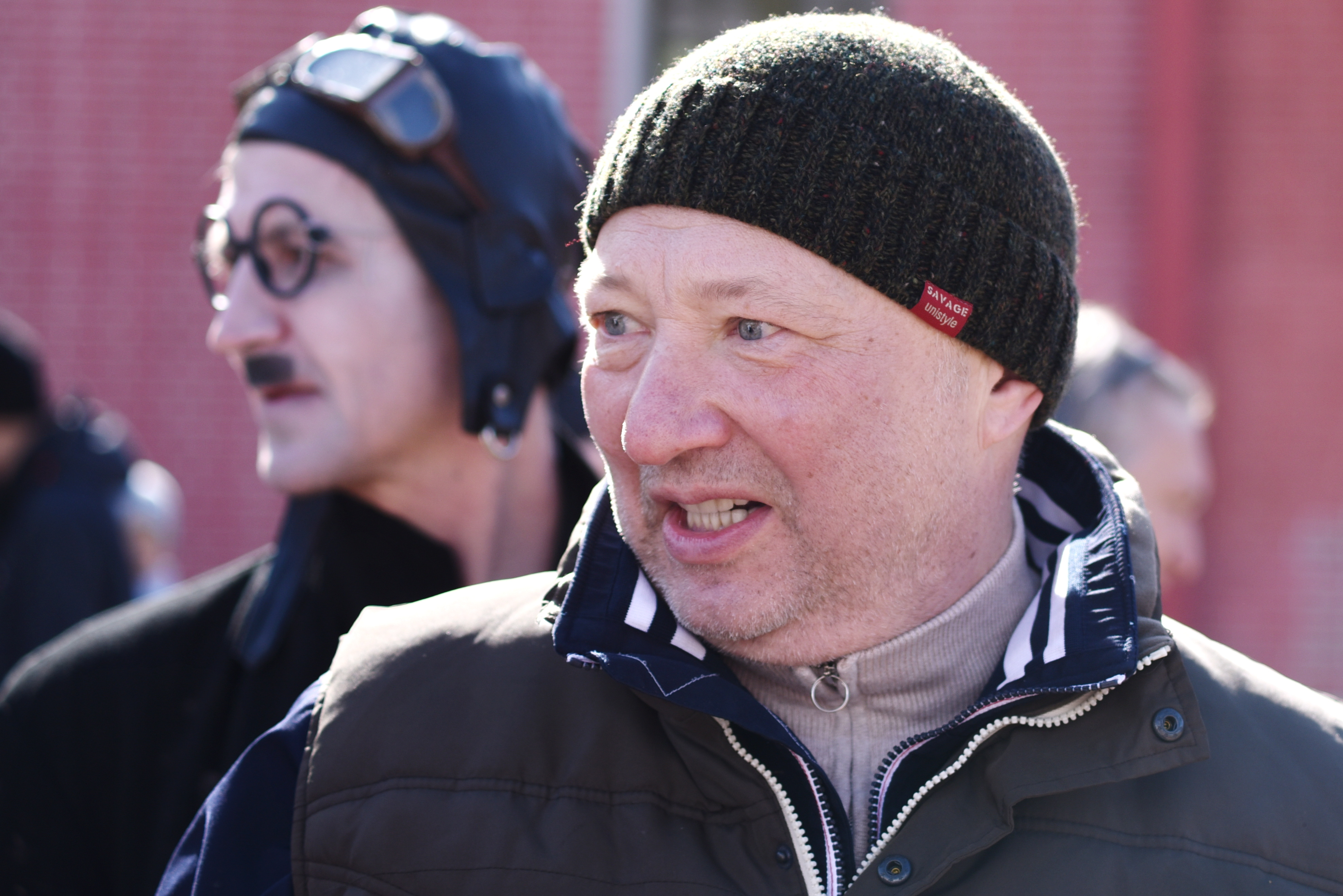
Мимигранты Смешной фестиваль

## Труппа театра
Постоянная труппа
- Михаил Мороз[22]
- Андрей Счастный[23]
- Анастасия Хуртасенко[24]
- Олег Крамарь[25]
- Никита Кузьмин[26]
- Ирина Ульянова [27]
- Елизавета Иванцова[27]
- Александра Красноперова [28]
- Мария Маджаро[29]
- Алексей Ильинский[30]
- Евгений Борисов[31]
- Ксения Завьялова[32]
- Елена Калинина
- Руслан Заяшников
- Фёдор Никитин

Экс-Мимигранты
- Юрий Обсоков
- Наталья Морозова
- Алена Колкова
- Виталий Исаков
- Гончаренко Андрей
- Ковшов Юрий
- Карпова Анна
- Захарьин Антон
- Радуто Сергей
- Чернорицкий Денис
- Тележкин Евгений
- Денис Шибаев

## Репертуар

### Спектакли для детей
- «Волшебное закулисье», режиссер-постановщик, директор-художественный руководитель Театра "МимИГРанты" Плющ А.Н., автор сценария Плющ Л.С. Новогодний спектакль-интермедия с клоунами, волшебными сказочными героями, Дедом Морозом и Снегурочкой и другими персонажами. Данное представление является визитной карточкой театра. [33]

- «Планета чудес», фантасмагория по мотивам сказок Джанни Родари — автор инсценировки, режиссёр-постановщик Евгения Львова. Художник-постановщик/художник по костюмам-Анастасия Панфилова, звукорежиссер-Олег Панин. Артисты: Алексей Ильинский, Александра Краснопёрова, Андрей Счастный, Никита Кузьмин, Евгений Борисов, Михаил Мороз, Мария Маджаро, Анастасия Хуртасенко, Олег Крамарь, Елизавета Иванцова. «Главный герой — мальчуган по имени Марко совершит чудесное и увлекательное путешествие на неведомую планету, где с ним произойдут необыкновенные и удивительные приключения. Он познакомится и подружится с Инопланетянами и их удивительной планетой, где каждый день — праздник. Здесь можно все время играть, веселиться, угощаться всякими вкусностями и совсем необязательно учиться и трудиться».[34]
- «Чепуха в чемодане» — режиссёр-постановщик Александр Плющ-Нежинский. Художник-Александр Плющ-Нежинский. Артисты-Алексей Ильинский, Евгений Борисов, Олег Крамарь, Михаил Мороз, Никита Кузьмин, Андрей Счастный. Интерактивный спектакль-игра был признан лучшим детским спектаклем 1996 года и по сей день является своеобразной визитной карточкой театра «Мимигранты»[35].
- «Цирк Шардам-С!», по произведениям Даниила Хармса — режиссёр-постановщик Александр Плющ-Нежинский. Художник-Борис Петрушанский. Актёры: Евгений Борисов, Михаил Мороз, Александра Красноперова , Андрей Счастный, Олег Крамарь, Мария Маджаро, Анастасия Хуртасенко, Александра Краснопёрова. «Комическая феерия с тремя слонами, акулой и одним удавом по произведениям Даниила Хармса. С лёгкой подачи шпрехшталмейстера театральная сцена становится цирковой ареной, а обыкновенные стулья превращаются в грациозных коней».[36]
- «Озорные выкрутасы» — автор клоунских миниатюр-Александр Плющ-Нежинский, режиссёр-Анастасия Руклевская, режиссёр-постановщик: Александра Краснопёрова, художник: Анастасия Панфилова, хореограф-Михаил Чайкасов. Актёры: Евгений Борисов, Анастасия Хуртасенко, Олег Крамарь, Александра Красноперова, Руслан Заяшников. «Удивительно „солнечный“ спектакль-игра про трех закадычных друзей с волшебной клоунадой, чудесами и догонялками. История друзей, которые чуть не поссорились навек, но пройдя вместе все увлекательные приключения, поняли, что ДРУЖБА — это самая главная ценность в жизни».[37]
- «Волшебная лампа Аладдина», сказка из сборника «Тысяча и одна ночь» — режиссёр-постановщик Анастасия Коваленко. Художник-Анастасия Панфилова, хореограф-Татьяна Коренько. Актёры: Михаил Мороз, Олег Крамарь, Анастасия Хуртасенко, Алексей Ильинский, Мария Маджаро, Елена Калинина,Евгений Борисов, Алексей Матвеев.[38]
- «Козявочка» — автор Татьяна Уфимцева, режиссер-постановщик: Сергей Зорий. Балетмейстер-Дмитрий Устюжанин, художник-Анастасия Панфилова, музыкальное оформление: Евгений Гришков-Эсперов, художник по свету-Александр Иванов Артисты: Олег Крамарь, Мария Маджаро, Александра Красноперова, Анастасия Хуртасенко, Михаил Мороз, Никита Кузьмин, Елизавета Иванцова. «Главный герой — очень прилежный Сверчок, которого его сверстники считают слабым и трусливым, но, однажды, он знакомится с маленькой букашкой Козявочкой, у которой нет своего дома, и его жизнь круто меняется и наполняется приключениями»[39]
- «С приветом, Винни-Пух!» — режиссер Сергей Зорий. Художник-постановщик-Ольга Клопова, хореограф-Дмитрий Устюжанин, художник по свету-Татьяна Мухина, музыкальное оформление-Евгений Гришков-Эсперов, звукорежиссер-Олег Панин. Артисты: Михаил Морозов, Олег Крамарь, Мария Маджаро, Елизавета Иванцова, Анастасия Хуртасенко, Александра Краснопёрова.[40] В 2022 году спектакль «С приветом, Винни-Пух!» был отмечен сразу двумя наградами XXX Фестиваля «Театры Санкт-Петербурга — детям».[40]

- «Тайна сокровищ» — автор Дамир Салимзянов, режиссер-постановщик-Анастасия Руклевская. Художник-постановщик-Анастасия Панфилова, хореограф-Татьяна Коренько, композитор- Евгений Гришков-Эсперов. Артисты: Евгений Борисов, Михаил Мороз, Олег Крамарь, Алексей Ильинский, Никита Кузьмин, Мария Маджаро, Елизавета Иванцова, Анастасия Хуртасенко. Пиратские истории о морских сокровищах и приключениях по пиратскому боевику Дамира Салимзянова «Весёлый Роджер».[41]
- «Братец Лис и братец Кролик» — инсценировка по пьесе Сергея Астраханцева, режиссер-Анастасия Руклевская, художник-постановщик-Полина Мищенко, музыкальное оформление-Евгений Гришков-Эсперов, звукорежиссер-Олег Панин. Артисты: Олег Крамарь, Никита Кузьмин, Руслан Заяшников, Андрей Счастный, Михаил Мороз, Алексей Ильинский, Елизавета Иванцова, Анастасия Хуртасенко, Александра Красноперова, Мария Маджаро, Евгений Борисов. «Ковбойская сказка по одноимённому произведению Джоэля Харриса, рассказанная в лучших традициях Дикого Запада. Главный герой постановки, американский ловкач из семейства зайцевых, совсем не похож на „зайчиков-побегайчиков“ из русских народных сказок, он уверен в себе и лихо сражается за свои кроличьи права».[42]
- «Вождь краснокожих» — комедийная история по мотивам одноименной новеллы О. Генри, режиссёр-постановщик-Анастасия Руклевская, художник-постановщик-Анастасия Панфилова, композитор-Алина Никитенко, хореограф-Михаил Чайкасов, художник по свету-Ксения Козлова. Артисты: Евгений Борисов, Никита Кузьмин, Олег Крамарь,Анастасия Хуртасенко. «Веселый и динамичный рассказ о двух злодеях-неудачниках, решивших, что похищение ребенка — самый легкий способ наживы. Однако в итоге они готовы заплатить любую сумму, лишь бы избавиться от „маленького дьяволёнка“».[43]
- «Сказ про Петра Творение, Любовь и Наводнение» — режиссер-постановщик-Мария Плаксина, художник-Мария Плаксина, балетмейстер-Михаил Чайкасов, художник по свету-Владимир Суханов, звукорежиссер-Олег Панин. Артисты: Алексей Ильинский, Евгений Борисов, Федор Никитин, Анастасия Хуртасенко, Андрей Счастный, Михаил Мороз, Олег Крамарь, Никита Кузьмин, Елизавета Иванцова, Мария Маджаро, Наталья Морозова. Юмористический сказ по мотивам петербургской поэмы А. С. Пушкина «Медный всадник», изложенный языком клоунады и пластики. Эпоха Петра I в оригинальном визуальном решении, костюмами-трансформерами, игровыми декорациями, с клоунской подачей.[44]

### Спектакли для взрослых
- «Because… Потому что…» — режиссёр-постановщик Александр Плющ-Нежинский, хореограф Ирина Шаронова.
- «Комедия с убийством» — режиссёр-постановщик Александр Плющ-Нежинский.
- «Чёртова дюжина», ретро-комедия по рассказам Аркадия Аверченко. Режиссёр-постановщик-Виктор Выбриенко, автор-Аркадий Аверченко. Актёры: Алексей Ильинский, Михаил Мороз, Никита Кузьмин, Олег Крамарь, Евгений Борисов, Мария Маджаро, Александра Красноперова , Анастасия Хуртасенко, Елизавета Иванцова. «Вы сможете узнать семь правил дореволюционного пикапа, понять, как тяжело живётся красивой барышне, если мужчины „штабелями укладываются“, разобраться с вопросом „пить или не пить“ и в каких ситуациях лучше соврать, а также, открыть для себя много других полезных советов и даже познакомиться с настоящим театром теней».[45]
- «Нью-Йорк… Нью-Йорк!!!», комедия по новеллам О. Генри — режиссёр-постановщик Петр Смирнов. Режиссер-постановщик-Петр Смирнов, художник-постановщик-Анастасия Панфилова, художник по костюмам: Анастасия Панфилова, хореограф: Анна Белич. Артисты: Никита Кузьмин, Мария Маджаро, Олег Крамарь, Юрий Обсоков, Алексей Ильинский, Евгений Борисов, Михаил Мороз, Анастасия Хуртасенко, Александра Красноперова, Елизавета Иванцова. "Сюжет разворачивается на улицах Нью-Йорка, где с каждого плаката на вас смотрит назойливая реклама… В ритме джаза со стрельбой и потасовками обыденная жизнь переворачивается «вверх ногами». Истории перетекают друг в друга и, в конце концов, сам писатель превращается в символ Америки, которому восхищенная публика скандирует: «О’Генри! О’Генри!»[46]
- «Школа жен», Ж-Б. Мольер (пер. Д. Быкова) — режиссёр-постановщик Гюзель Фаткуллина. Сценическая версия-Жан-Батист Мольер/Дмитрий Быков, режиссер-постановщик-Гюзель Фаткуллина, художник-постановщик-Юлия Каражеляскова, художник по костюмам-Юлия Каражеляскова, хореограф-Татьяна Коренько, музыкальное оформление (композитор)-Евгений Гришков-Эсперов. Актёры: Никита Кузьмин, Анастасия Хуртасенко, Руслан Заяшников ,Алексей Ильинский, Евгений Борисов/Михаил Мороз, Алексей Матвеев. «Главный герой Арнольф больше всего на свете боится стать рогоносцем, поэтому решает взять в жёны наивную девушку Агнессу из монастыря и разрабатывает план создания счастливой семьи вместе с десятью заповедями супружества, с которыми, по его мнению, должна ознакомиться каждая мадемуазель перед вступлением в брак. Однако Агнесса, несмотря на всю наивность, не может полюбить мужчину, изо всех сил старающегося превратить её в безропотную супругу».[47]
- Театрик «Зеленый Гусь», по произведению автора Константы Ильдефонс Галчинского, режиссёр-Татьяна Дрёмова, Художник-постановщик/художник по костюмам-Анастасия Панфилова, балетмейстер-Михаил Чайкасов, художник по свету-Владимир Суханов, звукорежиссер-Олег Панин. Спектакль-калейдоскоп смешных, парадоксальных, лирических миниатюр, разыгрываемых на стыке драматического и клоунского жанров.

- «Коза» — сентиментальная комедия по одноименной повести Михаил Михайлович Зощенко, режиссер-постановщик-народный артист России Олег Александрович Леваков, художник-постановщик/художник по костюмам-Надежда Лопардина, композитор-Евгений Гришков-Эсперов, звукорежиссер-Олег Панин. Спектакль-номинант Высшей театральной премии «Золотой софит» сезона 2013—2014 гг.[48]
- «Кентервильское привидение», по новелле Оскара Уайльда, режиссёр-Людмила Белова, художник-постановщик/художник по костюмам-Анастасия Панфилова, художник по свету-Азат Юлбарисов, звукорежиссер-Олег Панин. Пластический спектакль обращается к фантазии зрителя посредством ассоциаций. История, рассказанная без единого слова. Актер молчит, говорит тело.[49]
- «Нос», по повести Николай Васильевич Гоголь, режиссер-постановщик-Толшин Андрей Валерьевич, хореограф-Красавина Полина Андреевна, Чайкасов Михаил. Композитор-Стецюк Евгений Александрович, художник-постановщик-Хижа Таисия Максимовна, Художник по свету-Курочкин Алексей Михайлович. По словам режиссера Андрея Валерьевича Толшина: «Взгляд на игру через призму внутреннего клоуна актеров дает возможность изменить ракурс самих персонажей Гоголя, сцен, превращая действие в „театр в театре“, который соединяет комическое начало с фабулой истории Н. В. Гоголя».[50]
- «В открытом море», по одноимённой сатирической пьесе польского драматурга и ярчайшего представителя театра абсурда Славомира Мрожека — «В открытом море». Автор: Славомир Мрожек. Режиссёр-Андрей Счастный, художник-постановщик-Виталий Мордовин, художник по костюмам-Анастасия Панфилова, художник по свету-Виталий Мордовин, композитор-Михаил Громов, звукорежиссер-Олег Панин. Кто исполнит главные роли в спектакле решает жребий, который бросает зритель. В зависимости от этого выбора, в пьесе затрагиваются различные актуальные и неожиданные темы, а сюжет разворачивается в условиях частичной импровизации.[51]

## Награды
- 1991 год — «Комедия с убийством», постановка Александра Плющ-Нежинского — Гран-при Первого международного фестиваля клоунов в Москве «Золотой клоун»[3][14][52].
- 1998 год — «Чепуха в чемодане», режиссёр-постановщик Александр Плющ-Нежинский — первая премия за лучший спектакль для детей на VII Театральном фестивале «Дворцы Санкт-Петербурга — детям!»[5].
- 2002 год — «Балаганчик», по пьесе Александра Блока, постановка Светланы Свирко — диплом и творческий приз Анастасии Федорковой за исполнение роли Коломбины на VIII Международном фестивале новых театров, театров-студий и студийных работ «Рождественский парад»[5][53].
- 2013—2014 гг. — «Коза», по повести Михаил Михайлович Зощенко, режиссер-постановщик-народный артист России Олег Александрович Леваков — спектакль-номинант Высшей театральной премии Золотой софит сезона 2013—2014 гг.[54]